# 佩爾琴科

佩爾琴科（西班牙語：Perquenco），是智利的城鎮，位於該國南部阿勞卡尼亞大區的考丁省，始建於1894年3月29日，面積330.7平方公里，海拔高度278米，2012年人口6,530人，人口密度每平方公里20人。
38°25′S 72°23′W / 38.417°S 72.383°W